# Elly Petersen
Elly Petersen er en dansk film fra 1944, instrueret af Alice O'Fredericks og Jon Iversen efter et manuskript af Leck Fischer. Filmen fortæller historien om en provinspige i København.

## Medvirkende
- Bodil Kjer
- Valdemar Skjerning
- Henny Lindorff
- Betty Helsengreen
- Poul Reichhardt
- Ib Schønberg
- Preben Neergaard
- Vera Gebuhr
- Henry Nielsen
- Grethe Holmer
- Karl Gustav Ahlefeldt
- Hans Henrik Krause
- Lilian Ellis